# 1516 год в науке
В 1516 году произошли различные научные и технологические события, некоторые из которых представлены ниже.

## События

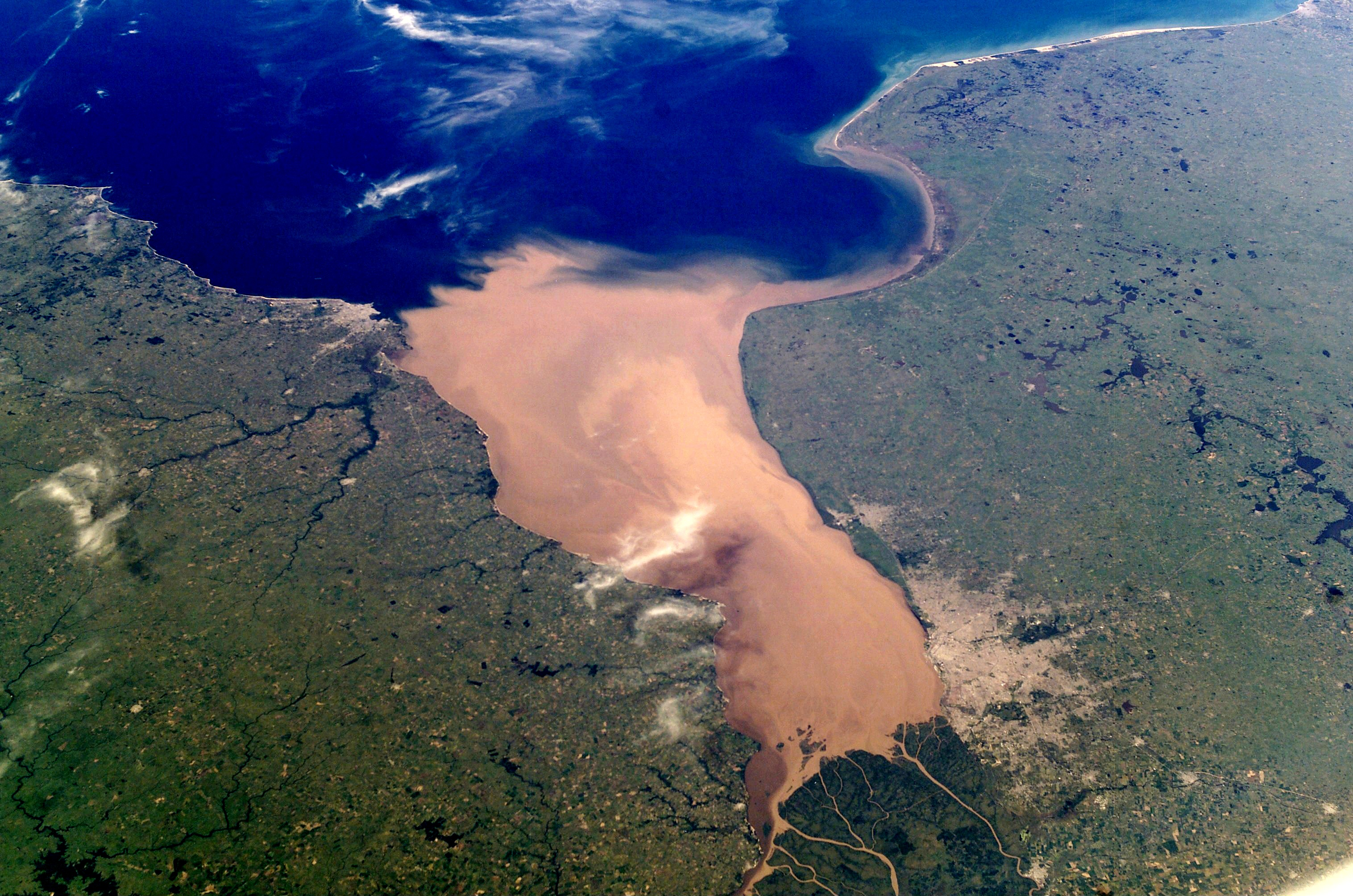
Рио де ла Плата, вид из космоса

- Январь — Испанский мореплаватель Хуан Диас де Солис обследовал эстуарий Ла-Плата в поисках пути из Атлантического океана в Тихий[1].

## Родились
См. также: Категория:Родившиеся в 1516 году
- 26 марта — Конрад Геснер, швейцарский натуралист (умер в 1565 году).
- 16 мая —  Гульельмо Гратароло, итальянский врач и алхимик (умер в 1568 году).
- 5 ноября — Мартин Хельвиг, силезский картограф (умер в 1574 году).
- Реальдо Коломбо, итальянский анатом и хирург (умер в 1559 году).
- Андре Теве, французский путешественник и просветитель (умер в 1590 году).

## Скончались
См. также: Категория:Умершие в 1516 году
- 13 декабря — Иоганн Тритемий, немецкий учёный и криптограф (род. в 1462 году),